# Luís I de Portugal
Luís I (Lisboa, 31 de outubro de 1838 – Cascais, 19 de outubro de 1889), apelidado "o Popular", foi o Rei de Portugal e Algarves de 1861 até à sua morte. Era o segundo filho da rainha Maria II de Portugal, e seu marido, o rei Fernando II, tendo ascendido ao trono após a morte prematura do seu irmão mais velho, Pedro V. Foi também sobrinho dos imperadores Pedro II do Brasil e Maximiliano I do México.

## Biografia

### Infante
O Infante D. Luís nasceu a 31 de outubro de 1838, pelas 23h30, segundo filho da rainha D. Maria II e do seu consorte, D. Fernando II. Embora a sua condição de filho segundo não desse a prever que D. Luís ascenderia ao trono português, a sua educação foi esmerada e compartilhada em grande parte com o seu irmão mais velho, o Príncipe Real D. Pedro: esteve a cargo do conselheiro Carl Andreas Dietz, que havia sido preceptor de D. Fernando, seu pai, até Abril de 1847, quando Dietz foi obrigado a deixar Portugal sob acusações de intromissão na política nacional associadas à sua filiação religiosa protestante, tendo sido este substituído pelo Visconde da Carreira, auxiliado por Manuel Moreira Coelho.

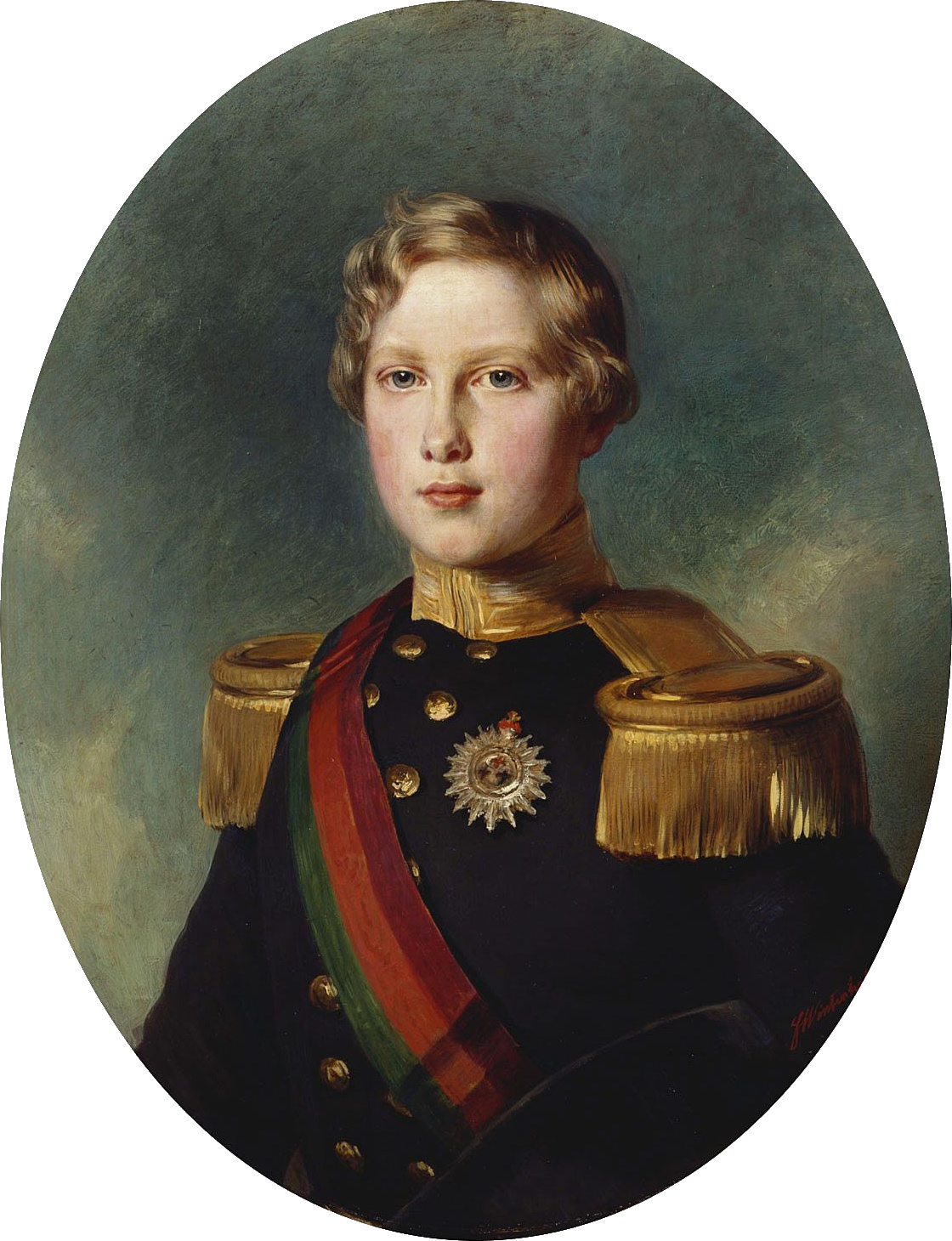
D. Luís, enquanto Infante de Portugal, 1854.

D. Pedro e D. Luís dividiam o tempo entre os palácios de Mafra, Sintra, e de Vila Viçosa, para além de estadias esporádicas no Palácio de Belém.
Na qualidade de filho secundogénito do casal real, D. Luís enveredou pela carreira naval, tendo sido nomeado praça da Companhia dos Guardas Marinhas e reconhecido em cerimónia no Arsenal da Marinha em 28 de outubro de 1846, contando apenas com 8 anos de idade. Viria a ser sucessivamente promovido a segundo-tenente (1851), capitão-tenente (1854), capitão-de-fragata (1858) e capitão-de-mar-e-guerra (1859). Teve o primeiro comando naval em Setembro de 1857, no brigue Pedro Nunes, no qual efectuou um cruzeiro na costa de Portugal e uma viagem a Gibraltar. Foi nomeado, pelo irmão D. Pedro V, comandante da corveta Bartolomeu Dias, em 21 de Junho de 1858. Ao comando da Bartolomeu Dias, veio a cumprir nove missões de serviço entre os anos de 1858 e 1860: liderou a expedição aos arquipélagos da Madeira e dos Açores; foi responsável pelo transporte do Príncipe Jorge da Saxónia para Lisboa, onde este se casou com a Infanta D. Maria Ana, sua irmã; conduziu o casal a Inglaterra; deslocou-se a Tânger; e, em 1860, a Angola; foi de novo à Madeira às ordens da imperatriz Isabel da Áustria; e trouxe o príncipe Leopoldo de Hohenzollern-Sigmaringen de Southampton, para o seu casamento com a Infanta D. Antónia, tendo depois conduzido os noivos a Anvers.

### Rei de Portugal

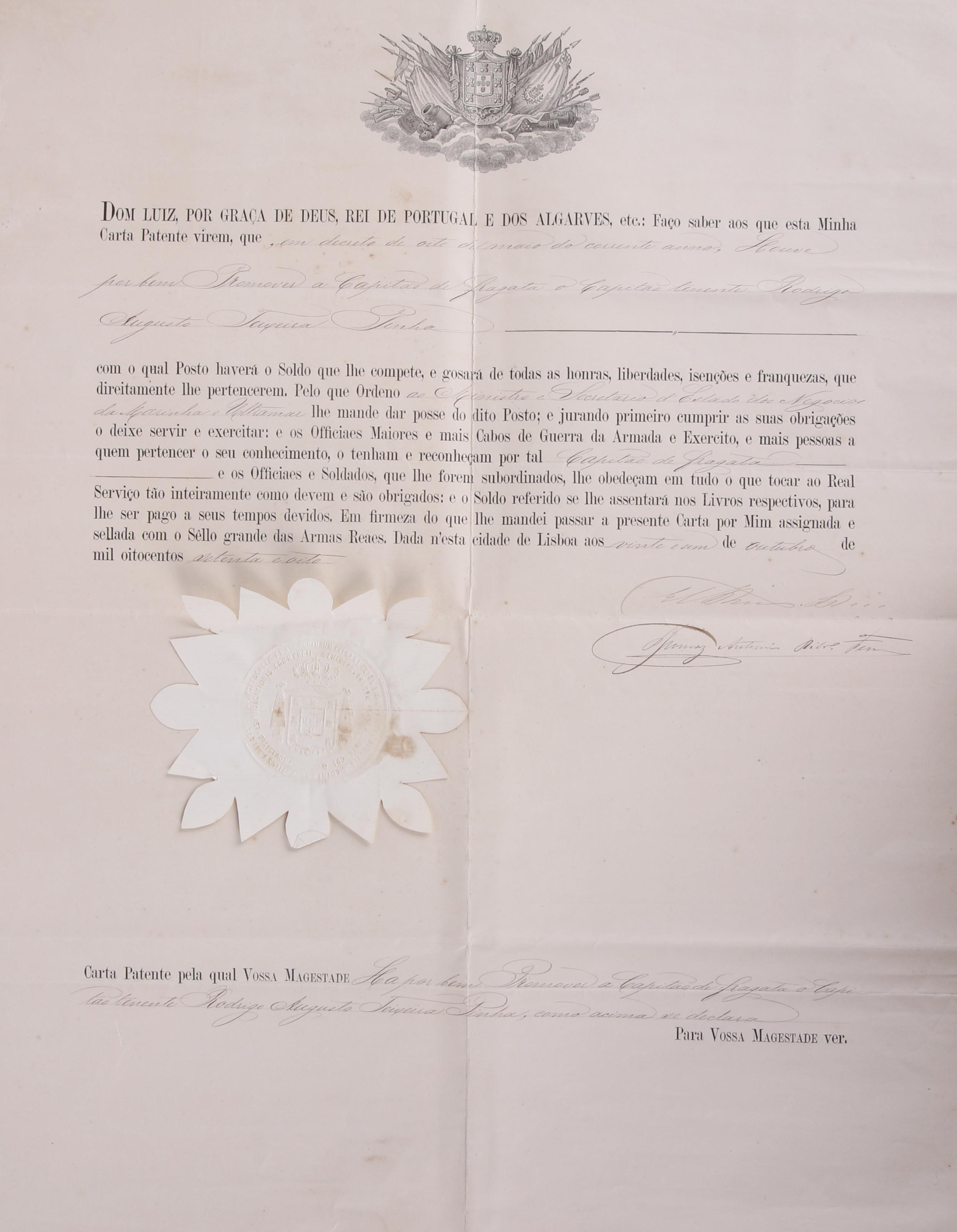
Carta patente de 1878 assinada por Luís I de Portugal.

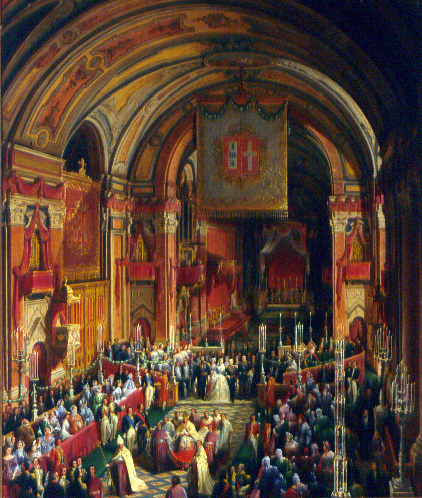
Ratificação do casamento de D. Luís I e de D. Maria Pia, na Igreja de São Domingos, 1862.

D. Luís herdou a coroa em novembro de 1861, sucedendo ao seu irmão D. Pedro V por este não deixar descendência, e foi aclamado rei a 22 de dezembro do mesmo ano. A 27 de setembro do ano seguinte casou-se, por procuração, com D. Maria Pia de Saboia, filha do rei Vitor Emanuel II da Itália. Quando infante serviu na marinha, visitando a África Portuguesa. Exerceu o seu primeiro comando naval em 1858.
Luís era um homem culto e de educação esmerada, como todos os seus irmãos. De grande sensibilidade artística, pintava, compunha e tocava violoncelo e piano. Poliglota, falava corretamente algumas línguas europeias. Fez traduções de obras de William Shakespeare.
Em 1869 não quis ser monarca de Espanha e fez questão de o deixar bem claro tanto ao Conselho de Ministros, presidido pelo duque de Loulé, como ao povo português. Dois dias depois da sua carta patriótica ter saído no Diário do Governo, foi a vez da publicação no Diário de Notícias, servindo assim à Casa Real para desmentir o boato de que iria haver abdicação: "Nasci português, português quero morrer", proclamou D. Luís, na primeira página do DN a 28 de setembro de 1869. D. Luís caso aceitasse a coroa espanhola teria de abdicar em Portugal para D. Carlos, o filho de apenas 6 anos, com D. Fernando II como regente, abrindo-se a médio prazo uma possibilidade de União Ibérica. Depois da recusa de D. Luís o trono espanhol foi entregue a seu cunhado, Amadeu de Saboia.
Durante o seu reinado e, em consequência da criação do imposto geral de consumo, que a opinião pública recebeu mal, originou-se o motim a que se chamou a Janeirinha (em finais de 1867). Também a 19 de maio de 1870, se verificou uma revolta militar, promovida pelo marechal Duque de Saldanha e que pretendia a demissão do governo. À revolta de 19 de maio, respondeu o monarca em 29 de agosto, com a demissão do ministério de Saldanha, chamando ao poder Sá da Bandeira.
Em setembro de 1871, subiu ao poder Fontes Pereira de Melo, que organizou um gabinete regenerador, o qual se conservou até 1877. Seguiu-se o Duque de Ávila, que não se aguentou durante muito tempo por lhe faltar maioria. Assim, e depois do conflito parlamentar que rebentou em 1878, Fontes foi chamado outra vez para constituir gabinete. Consequentemente, os progressistas acusaram o rei de patrocinar escandalosamente os regeneradores. Este episódio constituiu um incentivo ao desenvolvimento do republicanismo. Em 1879, D. Luís chamava, então, os progressistas a formarem governo.

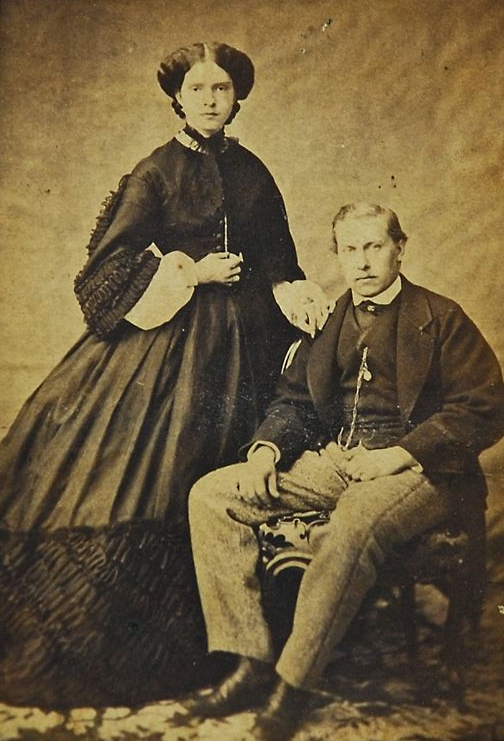
D. Luís e D. Maria Pia, 1862.

No seu tempo surgiu a Questão Coimbrã (1865-1866) e ocorreu a iniciativa das Conferências do Casino (1871), a que estavam ligados os nomes de Antero de Quental e Eça de Queiroz, os expoentes de uma geração que se notabilizou na vida intelectual portuguesa. De temperamento calmo e conciliador, foi um modelo de monarca constitucional, respeitador escrupuloso das liberdades públicas. Do seu reinado merecem especial destaque o início das obras dos portos de Lisboa e de Leixões, o alargamento da rede de estradas e dos caminhos-de-ferro, a construção do Palácio de Cristal, no Porto, a abolição da pena de morte para os crimes civis, a abolição da escravatura no Reino de Portugal, e a publicação do primeiro Código Civil.
Em 1884, foi efetuada a Conferência de Berlim, resultando daí o chamado Mapa Cor-de-Rosa, que definia a partilha de África entre as grandes potências coloniais: Império Alemão, Bélgica, França, Inglaterra e Reino de Portugal.
Fértil em acontecimentos, é no reinado de D. Luís I que são fundados alguns dos partidos políticos portugueses: o Partido Reformista (1865), que ascendeu ao poder em 1868, o Partido Socialista Português (1875), com o nome de Partido Operário Socialista, e o Partido Progressista (1876), que chega ao poder em 1879. Em 1883, dá-se a realização do Congresso de Comissão Organizadora do partido Republicano português. No final do seu reinado, o Partido Republicano apresenta-se já como uma força política perfeitamente estruturada. D. Luís era principalmente um homem das ciências, com uma paixão pela oceanografia. Investiu grande parte da sua fortuna no financiamento de projetos científicos e de barcos de pesquisa oceanográfica, que viajaram pelos oceanos em busca de espécimes. Praticou, com sucesso, fotografia.
Luís seguiu os passos de sua mãe — D. Maria II, mandando construir e fundar associações culturais. Em 1 de Junho de 1871, D. Luís esteve no Seixal (uma vila fundada pela sua mãe), para testemunhar a fundação da Sociedade Filarmónica União Seixalense. Neste mesmo dia terminava a Guerra Franco-Prussiana.
Morreu de neuro-sífilis, de que sofria há vários anos, depois de um longo e excruciante sofrimento, na cidadela de Cascais, às 11h00 de 19 de outubro de 1889, a poucos dias de completar 51 anos. Sucedeu-lhe o seu filho D. Carlos, sob o nome de D. Carlos I de Portugal. Jaz no Panteão Real da Dinastia de Bragança, no Mosteiro de São Vicente de Fora, em Lisboa.
No dizer dos biógrafos, D. Luís era "muito agradável e liberal. […] A Sr.ª D. Maria Pia dizia que ele era um pouco doido, aludindo a certas aventuras de amor. […] Além de tais aventuras, nada satisfazia mais o sr. D. Luís que o culto da arte. Escrevia muito, traduzia obras estrangeiras, e desenhava; mas o seu entusiasmo ia sobretudo para a música. Tinha uma grande colecção de violinos, e um bom mestre-escola […]"

## Títulos, estilos e honrarias

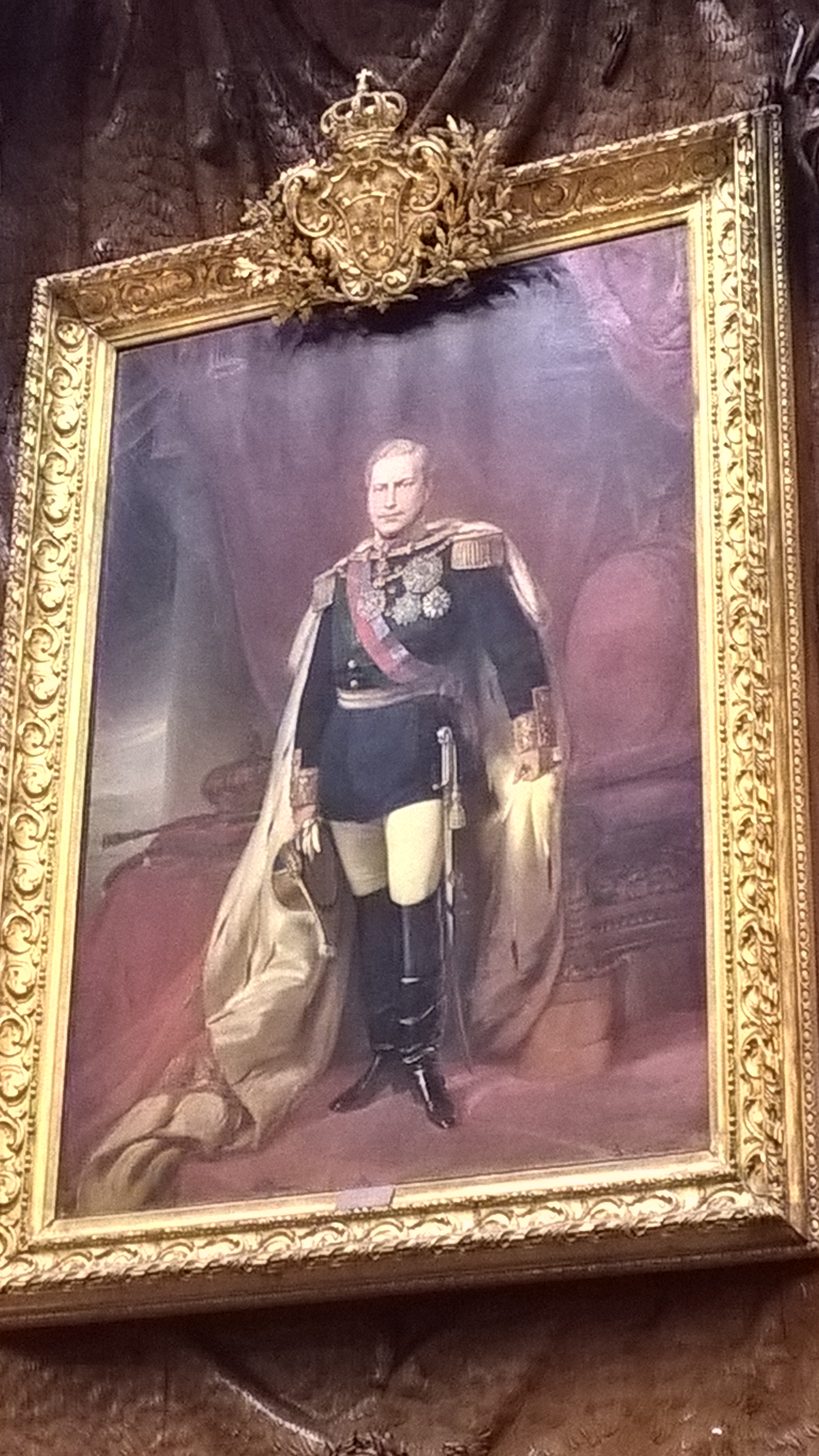
Retrato de Luís I na Sala do Senado do Palácio de São Bento, por José Rodrigues, 1866

### Títulos e estilos
- 31 de Outubro de 1838 – 11 de Novembro de 1861: "Sua Alteza, o infante D. Luís, Duque do Porto"
- 11 de Novembro de 1861 – 19 de Outubro de 1889: "Sua Majestade Fidelíssima, o Rei"

O estilo oficial de Luís enquanto rei era: "D. Luís, pela Graça de Deus, Rei de Portugal e dos Algarves, d'Aquém e d'Além-Mar em África, Senhor da Guiné e da Conquista, Navegação e Comércio da Etiópia, Arábia, Pérsia e Índia, etc."

### Honrarias
Enquanto monarca de Portugal, D. Luís foi Grão-Mestre das seguintes Ordens:
- Ordem dos Cavaleiros de Nosso Senhor Jesus Cristo
- Ordem de São Bento de Avis
- Antiga, Nobilíssima e Esclarecida Ordem de Sant'Iago da Espada
- Antiga e Muito Nobre Ordem da Torre e Espada
- Real Ordem Militar de Nossa Senhora da Conceição de Vila Viçosa

## Descendência
De sua mulher, D. Maria Pia de Saboia, princesa da Sardenha e de Piemonte e depois de Itália (1847-1911), teve:
- D. Carlos I, Rei de Portugal (1863-1908);
- D. Afonso de Bragança, Duque do Porto (1865-1920).